# Asparagus acicularis
Asparagus acicularis — вид рослин із родини холодкових (Asparagaceae).

## Біоморфологічна характеристика
Це дводомна трав'яниста рослина. Стебла виткі, до 1 м і більше; гілки тонкі. Листова шпора колюча. Кладодії в пучках по 3–7, голчасті, 6–12(15) × ≈ 0.3 мм, неправильно-жолобчасті. Суцвіття розвиваються з кладодій. Чоловічі квітки: парні; квітконіжка 4–5 мм, посередині суглобова; оцвітина зеленувато-біла, майже куляста, ≈ 2 мм у діаметрі. Ягода 5–6 мм в діаметрі, зазвичай 1-насінна. Період цвітіння: червень і липень; період плодоношення: серпень.

## Середовище проживання
Поширений у пд.-сх. Китаї.
Населяє чагарники, луки, узбережжя озер; від приблизно рівня моря до 200 метрів.